# Black Death Ritual
Black Death Ritual är ett black metal-band från Finland som grundades år 2003 i Kuopio.

## Medlemmar
Senaste kända medlemmar
- SG.7 (Tuomas Rytkönen aka "Spellgoth") – sång, gitarr (2003–?)
- lrh (Lauri Rytkönen) – trummor (2003–?)
- SDS – gitarr (2003–?)
- SGF (Ossi Mäkinen aka "Kommander Lord Sargofagian") – basgitarr (2003–?)

## Diskografi
Demo
- 2003 – Order Of The Black Holocaust

Studioalbum
- 2005 – Profound Echoes Of The End

Annat
- 2004 – Neljä Vihan Vasaraa / Four Hammers of Hate (delad album med Azaghal)